# Respekt
Respekt (von lateinisch respectio ‚Rückschau, Einschätzung‘ über französisch respect ‚Hochachtung‘) bezeichnet eine Form der Wertschätzung, Achtung und Ehrerbietung gegenüber einer Person oder Institution. Antonyme sind Respektlosigkeit, Missachtung, Ressentiment, Frechheit und Verachtung. Als „anerkennende Berücksichtigung des Wertes“ kann Respekt auch insbesondere moralischen Regeln oder Abstraktionen (z. B. dem Gast, dem Fremden, bestimmten Gruppen, Kulturen etc.) gelten. Dabei schwankt Respekt zwischen der bloßen Berücksichtigung der angenommenen Eigeninteressen und der Eigenheiten des Respektierten bis hin zur Bewunderung. Stephen Darwall unterscheidet zwischen anerkennendem und bewertendem Respekt.
Respekt äußert sich durch verschiedene Verhaltensweisen: Achtung, Höflichkeit und Anerkennung können Ausdrucksformen des Respekts sein; die Autorität anderer oder auch die Angst vor der Macht anderer können jemandem Respekt abringen; Toleranz gegenüber anderen Ansichten kann ebenso Ausdruck des Respekts sein.